# Verwaltungsgemeinschaft Südliche Altmark
In der Verwaltungsgemeinschaft Südliche Altmark im Altmarkkreis Salzwedel im Nordwesten des Bundeslandes Sachsen-Anhalt waren 18 Gemeinden zusammengeschlossen. Sitz, aber nicht Mitglied der Verwaltungsgemeinschaft, war die Stadt Gardelegen.
Die Verwaltungsgemeinschaft entstand am 1. Januar 2005 aus der Fusion der aufgelösten Verwaltungsgemeinschaft Gardelegen-Land (16 Gemeinden) und der ebenfalls aufgelösten Verwaltungsgemeinschaft Mieste (10 Gemeinden).
Am 1. Juli 2009 wurden die Gemeinden Algenstedt und Schenkenhorst in die Stadt Gardelegen eingegliedert. Ebenfalls durch Eingemeindung nach Gardelegen schieden am 1. Januar 2010 die vormaligen Mitgliedsgemeinden Jeseritz, Potzehne, Roxförde, Wannefeld, Wiepke und Zichtau aus.
Die Verwaltungsgemeinschaft Südliche Altmark wurde durch einen Landtagsbeschluss zum 1. Januar 2011 aufgelöst und die Gemeinden in die Hansestadt Gardelegen eingemeindet, wodurch diese zur flächenmäßig drittgrößten Gemeinde Deutschlands wurde.

## Die ehemaligen Gemeinden mit ihren Ortsteilen
- Algenstedt
- Breitenfeld
- Dannefeld mit Kahnstieg
- Estedt
- Hottendorf mit Luthäne
- Jävenitz mit Jäskau und Trüstedt
- Jeggau mit Eigenthum
- Jerchel
- Jeseritz
- Kassieck
- Köckte mit Mienenberg
- Letzlingen mit Theerhütte
- Lindstedt mit Lindstedterhorst und Wollenhagen
- Mieste mit Hopfenhorst, Kolonie Breiteiche, Krügerhorst und Lenz
- Miesterhorst mit Taterberg
- Peckfitz
- Potzehne
- Roxförde
- Sachau mit Kämeritz
- Schenkenhorst
- Seethen mit Lotsche
- Sichau mit Siems und Tarnefitz
- Solpke mit Sylpke
- Wannefeld
- Wiepke
- Zichtau